# Tångeråsa landskommun
Tångeråsa landskommun var en tidigare kommun i Örebro län.

## Administrativ historik
Kommunen inrättades i Tångeråsa socken i Edsbergs härad i Närke när 1862 års kommunalförordningar trädde i kraft.
Vid kommunreformen 1952 gick Tångeråsa landskommun upp i Viby landskommun. När denna upplöstes år 1965 fördes området till Hallsbergs köping. Området som hört till Tångeråsa landskommun utbröts 1967 och överfördes till Lekebergs landskommun som 1971 uppgick i Örebro kommun för att 1995 utbrytas därifrån och bilda Lekebergs kommun.